# Wereldkampioenschappen Grieks-Romeins worstelen 1953
De Wereldkampioenschappen Grieks-Romeins worstelen 1953 waren door de Fédération Internationale des Luttes Associées (FILA) georganiseerde kampioenschappen voor worstelaars. De dertiende editie van de wereldkampioenschappen vonden plaats in het Italiaanse Napels van 17 tot 19 april 1953.

## Uitslagen
| Klasse | Goud              | Zilver          | Brons            |
| ------ | ----------------- | --------------- | ---------------- |
| 52 kg  | Boris Gurevich    | Ahmet Bilek     | Maurice Mewis    |
| 57 kg  | Artem Teryan      | Imre Hódos      | Giovanni Cocco   |
| 62 kg  | Olle Anderberg    | Umberto Trippa  | Elie Naasan      |
| 67 kg  | Gustav Freij      | Kyösti Lehtonen | Shazam Safin     |
| 73 kg  | Georgy Khatvoryan | Miklós Szilvási | Franco Benedetti |
| 79 kg  | Givi Kartozia     | Axel Grönberg   | Kalervo Rauhala  |
| 87 kg  | August Englas     | Kelpo Gröndahl  | Kurt Rusterholz  |
| +87 kg | Bertil Antonsson  | Johannes Kotkas | Guido Fantoni    |